# Baramita
Baramita es una localidad de Guyana en la región Barima-Waini, 35 km al este de Matthew's Ridge.
Es uno de los mayores asentamientos amerindios en Guyana. Hasta 2005 la conexión con la localidad era exclusivamente por vía aérea, aunque está proyectada una ruta hasta Matthew's Ridge. Esta localidad se encuentra dentro de la Guayana Esequiba, zona reclamada por Venezuela. 